# Halfayapass
Der Halfayapass (مَمَرّ حَلْفَيَا = Mamarr Ħalfayā) liegt etwa 3 km entfernt von der Mittelmeerküste in Ägypten, nahe der libyschen Grenze und bietet einen natürlichen Durchgang durch einen dort etwa 300 m hohen Geländeabbruch.
In der Antike war der Pass bekannt als Catabathamus Magnus und galt in der hellenistischen Geographie als Grenze zwischen Asien und Afrika. Im Römischen Reich markierte er die Grenze zwischen den Provinzen Marmarica und Ägypten. Der mittelalterliche Gelehrte al-Idrisi bezeichnete den Pass als عقبة السلوم (`aqabat as-salūm) “Gestuften Aufstieg”, wovon sich auch der moderne Name der nahe gelegenen Stadt Sallum ableitet. Heute ist auch die Bezeichnung عقبة الكبير (`aqabat al-kabīr) was etwa “Großer Aufstieg” bedeutet, gebräuchlich.
Im Zweiten Weltkrieg kam es während des Afrikafeldzugs mehrfach zu schweren Kämpfen um den strategisch bedeutsamen Halfayapass. Die Soldaten beider Seiten prägten in der Folge das Wortspiel “Hellfire Pass” (dt. „Höllenfeuer-Pass“).